# Водне поло на літніх Олімпійських іграх 2008
Змагання з водного поло на літніх Олімпійських іграх 2008 року проходили із 10 по 24 серпня в палаці плавання Індуно. У змаганнях брали участь 12 чоловічих і 8 жіночих команд, які розіграли відповідно два комплекти нагород.

## Медалі

### Чоловіки
| Золото | Срібло | Бронза |
| Угорщина Сечі Золтан · Варґа Тамаш · Мадараш Норберт · Варґа Денеш · Кашаш Тамаш · Гошнянські Норберт · Кішш Гергель · Бенедек Тібор · Варґа Даніель · Бірош Петер · Кіш Ґабор · Молнар Тамаш · Ґерґелі Іштван | США Меррілл Мозес · Брендон Брукс · Раян Бейлі · Джеймс Крамфолз · Тоні Азеведо · Адам Райт · Пітер Вареллас · Джессі Сміт · Джефф Пауерс · Лейн Боб'єн · Пітер Гаднат · Рік Мерло · Тім Гаттен | Сербія Денис Шефік · Андрія Прлайнович · Нікола Раджен · Ваня Удовичич · Деян Савич · Душко Пієтлович · Філіп Філіпович · Александар Чирич · Александар Шапич · Владимир Вуясинович · Бранко Пекович · Слободан Соро · Живко Гоцич |

### Жінки
| Золото | Срібло | Бронза |
| Нідерланди Міке Кабаут · Даніелле де Броєн · Ріанне Гойхелар · Біуракн Гахвердіан · Нукі Клейн · Сімоне Кот · Алетте Сейбрінґ · Ясемін Сміт · Іфке ван Белкум · Гілліан ван ден Берг · Маріке ван ден Гам · Ілсе ван дер Мейден · Мейке де Ной | США Бетсі Армстромг · Петті Карденас · Кемерін Крейґ · Наталі Ґолда · Алісон Ґреґорка · Бріттані Гейз · Джеймі Гіпп · Гезер Петрі · Джессіка Стеффенс · Морія Ван Норман · Бренда Вілла · Лорін Венґер · Елсі Вайндс | Австралія Джемма Бідсворт · Нікіта Кафф · Сюзанна Фрейзер · Танієль Ґоферс · Кейт Джинтер · Емі Гетзел · Бронвен Нокс · Емма Нокс · Алісія Маккормак · Мел Ріппон · Бек Ріппон · Дженна Сантороміто · Мія Сантороміто |

## Кваліфікація

### Чоловіки
| Африка | Америки    | Азія | Європа                                                              | Океанія   |
| ------ | ---------- | ---- | ------------------------------------------------------------------- | --------- |
|        | Канада США | КНР  | Хорватія Німеччина Греція Угорщина Італія Чорногорія Сербія Іспанія | Австралія |

### Жінки
| Африка | Америки | Азія | Європа                                  | Океанія   |
| ------ | ------- | ---- | --------------------------------------- | --------- |
|        | США     | КНР  | Греція Угорщина Італія Нідерланди Росія | Австралія |